# Ashmeadiella foxiella
Ashmeadiella foxiella är en biart som beskrevs av Michener 1939. Ashmeadiella foxiella ingår i släktet Ashmeadiella och familjen buksamlarbin. Inga underarter finns listade i Catalogue of Life.